# Wachau
Wachau er en østrigsk dal med et landskab af høj visuel kvalitet dannet af Donau-floden. Den er et af de mest prominente turistdestinationer i Niederösterreich, beliggende mellem byerne Melk og Krems an der Donau. Den er 30 km lang og var allerede dannet i førhistorisk tid. Et velkendt sted og turistmagnet er Dürnstein, hvor Kong Richard Løvehjerte af England blev holdt fanget af grev Leopold V.
Wachau-dalen er velkendt for sin produktion af Marillen abrikoser og druer. 
Abrikoserne udgør en hel kult, der er abrikosfester og abrikosprinsesser. Blommerne bruges til kager, marmelade, marillenknödel,abrikoslikør og ikke mindst til abrikossnaps (marillenbrand). 
Wachau især den østlige del er desuden hjemsted for nogle af Østrigs bedste hvidvine. De to dominerende druesorter er den østrigske Grüne Veltliner og den velkendte Riesling (i Østrig Rheinriesling ). Flere steder langs især nordsiden af Donau findes Vinoteker bl.a. i Unterloiben, Krems an der Donau og Spitz.
Wachau hører også til de områder, hvor den østrigske skik med Heurigen holdes i hævt.
Wachau ligger på den berømte cykelrute fra Passau til til Wien/Bratislava, en rute som starter allerede i Schwartswald. Det er muligt at cykle på begge sider, men nordsiden er bedst udbygget med stier. 
Der er en livlig trafik med turistskibe på Donau, men en anden måde at gennemkøre Wachau på er at benytte Donauuferbahn fra Krems til holdepladsen ved færgen til Melk.
Wachau blev tilføjet til UNESCO's verdensarvsliste som en anerkendelse af dens arkitektoniske og landbrugsmæssige historie.
- Wachau
- Udsyn over Wachau
- Donau nær Spitz
- Melk
- Aggsbach
- Weissenkirchen
- Schallaburg
- Schallaburg
- Dürnstein
- Krems
- Wachau (2008)